# Ideologie językowe
Ideologie językowe – zespoły przekonań i opinii na temat języka ludzkiego, jego natury i sposobu funkcjonowania w przestrzeni społecznej. Podobnie jak inne rodzaje ideologii ideologie językowe kształtują się pod wpływem interesów politycznych i moralnych oraz rozwijają się w otoczeniu kulturowym. 
Językoznawcy wyróżniają szereg takich systemów przekonań. Są to m.in.:
- preskryptywizm
- skryptyzm[3]
- standardyzm[3]
- konserwatyzm[3]
- ideologia monoglosji[4]
- ideologia zerowej redundancji
- ideologia symetryczności
- ideologia atestacji słownikowej